# Repêchage d'entrée dans la KHL 2015
2014 2016
Le repêchage d'entrée dans la KHL 2015 est le septième repêchage de l'histoire de la Kontinentalnaïa Hokkeïnaïa Liga. Il est présenté le 24 et 25 mai 2015 au VTB Arena.

## Le repêchage

### Premier tour
| Rang | Joueur               | Position | Nationalité       | Équipe KHL                  | Repêché de                        |
| ---- | -------------------- | -------- | ----------------- | --------------------------- | --------------------------------- |
| 1    | Artiom Maltsev       | D        | Russie            | HK Sotchi                   | Serebrianye Lvi Saint-Pétersbourg |
| 2    | Igor Kabanov         | AG       | Russie            | Metallourg Novokouznetsk    | Krylia Sovetov                    |
| 3    | Jakub Lacka          | A        | Slovaquie         | HC Slovan Bratislava        | HC Trinec                         |
| 4    | Dominik Simon        | A        | Tchéquie          | Lokomotiv Iaroslavl         | HC Plzeň                          |
| 5    | Timofeï Filippov     | D        | Russie            | Lada Togliatti              | Iougra Khanty-Mansiïsk            |
| 6    | Igor Gueraskine      | A        | Russie            | Severstal Tcherepovets      | Atlant Mytichtchi                 |
| 7    | Petr Mrázek          | G        | Tchéquie          | Lokomotiv Iaroslavl         | Griffins de Grand Rapids          |
| 8    | Vladislav Siomine    | D        | Russie            | SKA Saint-Pétersbourg       | Tioumen Leguion                   |
| 9    | Alekseï Ojguikhine   | D        | Russie            | SKA Saint-Pétersbourg       | Tioumen Leguion                   |
| 10   | Vladislav Gross      | G        | Russie            | SKA Saint-Pétersbourg       | Salavat Ioulaïev Oufa             |
| 11   | Anton Charpanskikh   | A        | Russie            | SKA Saint-Pétersbourg       | Spoutnik Nijni Taguil             |
| 12   | Nikita Kizikov       | A        | Russie            | SKA Saint-Pétersbourg       | Krylia Sovetov                    |
| 13   | Samuel Fereta        | D        | Slovaquie         | Traktor Tcheliabinsk        | HC Slovan Bratislava              |
| 14   | Anatoli Ielizarov    | D        | Russie Kazakhstan | Salavat Ioulaïev Oufa       | Dinamo Saint-Pétersbourg          |
| 15   | Konstantin Tchernouk | D        | Russie            | HK Sotchi                   | Wildcats de Wichita Falls         |
| 16   | Anton Vasiliev       | F        | Russie            | Iougra Khanty-Mansiïsk      | HK MVD                            |
| 17   | Kirill Baldine       | F        | Russie            | Barys Astana                | Avtomobilist Iekaterinbourg       |
| 18   | Petr Zámorský        | D        | Tchéquie          | Lokomotiv Iaroslavl         | HC Zlín                           |
| 19   | Juuse Saros          | G        | Finlande          | HK Dinamo Minsk             | Hämeenlinnan Pallokerho           |
| 20   | Anton Forsberg       | G        | Suède             | Avangard Omsk               | Falcons de Springfield            |
| 21   | Daniil Lapine        | F        | Russie            | Sibir Novossibirsk          | Sibir Novossibirsk                |
| 22   | Sergueï Orlov        | D        | Russie            | Metallourg Magnitogorsk     | Avangard Omsk                     |
| 23   | Vladislav Djiochvili | F        | Russie            | HK Sotchi                   | Thunder de Bloomington            |
| 24   | Dmitri Moujikov      | D        | Russie            | Ak Bars Kazan               | Dizelist Penza                    |
| 25   | Maksim Doubovik      | D        | Russie            | Avtomobilist Iekaterinbourg | Mechel Tcheliabinsk               |
| 26   | Aleksandr Derbeniov  | A        | Russie            | Avtomobilist Iekaterinbourg | Avtomobilist Iekaterinbourg       |
| 27   | Maksim Tchouvilov    | AD       | Russie            | HK CSKA Moscou              | Krasnaïa Armia                    |
| 28   | Aleksandr Gueritch   | D        | Russie            | HK CSKA Moscou              | HK CSKA Moscou                    |

### Deuxième tour
| Rang | Joueur               | Position | Nationalité | Équipe KHL                  | Repêché de                  |
| ---- | -------------------- | -------- | ----------- | --------------------------- | --------------------------- |
| 29   | Nikita Vorobiov      | D        | Russie      | Amour Khabarovsk            | Amour Khabarovsk            |
| 30   | Grigori Vorobiov     | A        | Russie      | Metallourg Magnitogorsk     | Tioumenski Leguion          |
| 31   | Martin Bodák         | D        | Slovaquie   | HC Slovan Bratislava        | HC Spišská Nová Ves         |
| 32   | Daniil Verti         | AG       | Russie      | Iougra Khanty-Mansiïsk      | Spitfires de Windsor        |
| 33   | Mikhaïl Drobychevski | G        | Russie      | Avtomobilist Iekaterinbourg | Avtomobilist Iekaterinbourg |
| 34   | Ivan Voronov         | D        | Russie      | Salavat Ioulaïev Oufa       | HK MVD                      |
| 35   | Vitali Mikhaïlov     | A        | Russie      | Ak Bars Kazan               | Severstal Tcherepovets      |
| 36   | Patrik Laine         | AD       | Finlande    | Dinamo Riga                 | Tappara Tampere             |
| 37   | Artour Voïtsekh      | D        | Russie      | Traktor Tcheliabinsk        | Traktor Tcheliabinsk        |
| 38   | Janne Kuokkanen      | C        | Finlande    | Ak Bars Kazan               | Kärpät Oulu                 |
| 39   | Linus Lindström      | C        | Suède       | Dinamo Riga                 | Skellefteå AIK              |
| 40   | Filip Pavlík         | D        | Tchéquie    | Avangard Omsk               | HC Litvínov                 |
| 41   | Marcus Sörensen      | AG       | Suède       | HK CSKA Moscou              | Djurgården Hockey           |
| 42   | Dmitri Soukhodoiev   | D        | Russie      | Traktor Tcheliabinsk        | Traktor Tcheliabinsk        |
| 43   | Pavel Voronkov       | A        | Russie      | KHL Medveščak Zagreb        | Belye Medvedi Moscou        |
| 44   | Jesse Puljujärvi     | AD       | Finlande    | Torpedo Nijni Novgorod      | Kärpät Oulu                 |
| 45   | Danila Boguouch      | A        | Russie      | Barys Astana                | Iougra Khanty-Mansiïsk      |
| 46   | Mattias Janmark      | A        | Suède       | Lokomotiv Iaroslavl         | Frölunda HC                 |
| 47   | Esa Lindell          | D        | Finlande    | HK Dinamo Minsk             | Ässät Pori                  |
| 48   | Denis Tolpeguine     | D        | Russie      | Severstal Tcherepovets      | HK Dinamo Moscou            |
| 49   | Daniil Chaparov      | A        | Russie      | SKA Saint-Pétersbourg       | SKA Saint-Pétersbourg       |
| 50   | Saveli Kozlov        | D        | Russie      | Metallourg Magnitogorsk     | Belye Medvedi Orenbourg     |
| 51   | Eetu Tuulola         | AD       | Finlande    | Jokerit Helsinki            | Hämeenlinnan Pallokerho     |
| 52   | Nikolaï Pikouchine   | A        | Russie      | Neftekhimik Nijnekamsk      | Lokomotiv Iaroslavl         |
| 53   | Maksim Ouskov        | A        | Russie      | HK Dinamo Moscou            | HK Dinamo Moscou            |
| 54   | Maksim Guibadoulline | G        | Russie      | SKA Saint-Pétersbourg       | SKA-Variagui Vsevoljsk      |
| 55   | Alekseï Kouzmine     | D        | Russie      | HK CSKA Moscou              | HK CSKA Moscou              |

### Troisième tour
| Rang | Joueur                | Position | Nationalité | Équipe KHL              | Repêché de              |
| ---- | --------------------- | -------- | ----------- | ----------------------- | ----------------------- |
| 56   | Nikolaï Pavlov        | D        | Russie      | Amour Khabarovsk        | Blues de Springfield    |
| 57   | Vladimir Zabolotski   | D        | Russie      | HK CSKA Moscou          | Krasnaïa Armia          |
| 58   | Samuel Rudy           | D        | Slovaquie   | HC Slovan Bratislava    | HC Pardubice            |
| 59   | Nikita Ivanov         | A        | Russie      | Iougra Khanty-Mansiïsk  | Krasnaïa Armia          |
| 60   | Alekseï Iepifanov     | A        | Russie      | Salavat Ioulaïev Oufa   | Krylia Sovetov          |
| 61   | Pavel Tkatchkov       | A        | Russie      | KHL Medveščak Zagreb    | HK Spartak Moscou       |
| 62   | Ian Khomenko          | A        | Russie      | Ak Bars Kazan           | HK MVD                  |
| 63   | Markus Niemeläinen    | D        | Finlande    | Dinamo Riga             | Hämeenlinnan Pallokerho |
| 64   | Dmitri Varlamov       | A        | Russie      | HK Vitiaz               | HK Vitiaz               |
| 65   | Baïras Abdulline      | A        | Russie      | Metallourg Magnitogorsk | Salavat Ioulaïev Oufa   |
| 66   | Ievgueni Iarguaiev    | D        | Russie      | Torpedo Nijni Novgorod  | Dizel Penza             |
| 67   | Denis Khismatoulline  | A        | Russie      | Traktor Tcheliabinsk    | Traktor Tcheliabinsk    |
| 68   | Ievgueni Javoronkov   | D        | Russie      | Salavat Ioulaïev Oufa   | HK Spartak Moscou       |
| 69   | Jordan Weal           | A        | Canada      | HK Sotchi               | Monarchs de Manchester  |
| 70   | Nikita Pisleguine     | D        | Russie      | Torpedo Nijni Novgorod  | Izhstal Izhevsk         |
| 71   | Alekseï Loutchevnikov | A        | Russie      | Barys Astana            | Metchel Tcheliabinsk    |
| 72   | Roope Hintz           | A        | Finlande    | Lokomotiv Iaroslavl     | Ilves Tampere           |
| 73   | Marcus Högberg        | G        | Suède       | HK Dinamo Minsk         | Linköpings HC           |
| 74   | Axel Holmström        | C        | Suède       | Avangard Omsk           | Skellefteå AIK          |
| 75   | Daniil Kourachov      | D        | Russie      | Admiral Vladivostok     | HK Spartak Moscou       |
| 76   | Robin Salo            | D        | Finlande    | Jokerit Helsinki        | Sport Vaasa             |
| 77   | Nikita Soudenkov      | D        | Russie      | Lada Togliatti          | Iougra Khanty-Mansiïsk  |
| 78   | Semen Pankratov       | A        | Russie      | HK Dinamo Moscou        | HK Dinamo Moscou        |
| 79   | Andreï Alekseiev      | A        | Russie      | HK CSKA Moscou          | HK CSKA Moscou          |

### Quatrième tour
| Rang | Joueur               | Position | Nationalité | Équipe KHL                  | Repêché de                       |
| ---- | -------------------- | -------- | ----------- | --------------------------- | -------------------------------- |
| 80   | Valeri Naoumenko     | A        | Russie      | Amour Khabarovsk            | Rousskie Vitiazi                 |
| 81   | Joonas Niemelä       | C        | Finlande    | HK Vitiaz                   | Blues Espoo                      |
| 82   | Samuel Solenský      | AG       | Slovaquie   | HC Slovan Bratislava        | HC Bílí Tygři Liberec            |
| 83   | Pavel Vassiliev      | D        | Russie      | Iougra Khanty-Mansiïsk      | Lada Togliatti                   |
| 84   | Nikita Strizov       | A        | Russie      | Metallourg Magnitogorsk     | Metallourg Magnitogorsk          |
| 85   | Vitali Tarassov      | D        | Russie      | KHL Medveščak Zagreb        | Rous Moscou                      |
| 86   | Danil Gualeïev       | D        | Russie      | Neftekhimik Nijnekamsk      | Salavat Ioulaïev Oufa            |
| 87   | Danila Vassiliev     | A        | Russie      | KHL Medveščak Zagreb        | Rous Moscou                      |
| 88   | Lukas Vejdemo        | C        | Suède       | HK Vitiaz                   | Djurgården Hockey                |
| 89   | Oliver Felixson      | D        | Finlande    | SKA Saint-Pétersbourg       | HIFK                             |
| 90   | Dmitri Levachov      | A        | Russie      | Avtomobilist Iekaterinbourg | Avtomobilist Iekaterinbourg      |
| 91   | Vladimir Beloglazov  | A        | Russie      | Severstal Tcherepovets      | HK Vitiaz                        |
| 92   | Nikita Podskrebaline | G        | Russie      | Traktor Tcheliabinsk        | Traktor Tcheliabinsk             |
| 93   | Mikhail Denissov     | G        | Russie      | Salavat Ioulaïev Oufa       | Krylia Sovetov                   |
| 94   | Boris Katchouk       | AG       | Canada      | HK Sotchi                   | Greyhounds de Sault-Sainte-Marie |
| 95   | Aleksandr Doudine    | A        | Russie      | Torpedo Nijni Novgorod      | Dizel Penza                      |
| 96   | Aleksandr Melihov    | A        | Kazakhstan  | Barys Astana                | Salavat Ioulaïev Oufa            |
| 97   | Tomáš Nosek          | A        | Tchéquie    | Lokomotiv Iaroslavl         | Griffins de Grand Rapids         |
| 98   | Andreas Johnsson     | AG       | Suède       | HK Dinamo Minsk             | Frölunda HC                      |
| 99   | Linus Ullmark        | G        | Suède       | Avangard Omsk               | MODO Hockey                      |
| 100  | Adel Sadykov         | D        | Russie      | Sibir Novossibirsk          | Neftekhimik Nijnekamsk           |
| 101  | Maksim Michakov      | D        | Russie      | Metallourg Magnitogorsk     | HK Spartak Moscou                |
| 102  | Tarmo Reunanen       | D        | Finlande    | Jokerit Helsinki            | TPS Turku                        |
| 103  | Filip Gustavsson     | G        | Suède       | Ak Bars Kazan               | Luleå HF                         |
| 104  | Dmitri Grichtchenko  | D        | Russie      | HK Dinamo Moscou            | HK MVD                           |
| 105  | Jacob Moverare       | D        | Suède       | SKA Saint-Pétersbourg       | HV 71                            |
| 106  | Adam Movsarov        | A        | Russie      | HK CSKA Moscou              | Krasnaïa Armia                   |

### Cinquième tour
| Rang | Joueur                | Position | Nationalité | Équipe KHL                  | Repêché de                              |
| ---- | --------------------- | -------- | ----------- | --------------------------- | --------------------------------------- |
| 107  | Gleb Semerov          | A        | Russie      | Neftekhimik Nijnekamsk      | Torpedo Nijni Novgorod                  |
| 108  | Gleb Mourolev         | C        | Russie      | Severstal Tcherepovets      | HK Vitiaz                               |
| 109  | Viktor Arvidsson      | AG       | Suède       | Salavat Ioulaïev Oufa       | Admirals de Milwaukee                   |
| 110  | Konstantine Berkoutov | D        | Russie      | Iougra Khanty-Mansiïsk      | Metallourg Magnitogorsk                 |
| 111  | Alekseï Pouzanov      | A        | Russie      | Neftekhimik Nijnekamsk      | Neftekhimik Nijnekamsk                  |
| 112  | Tikhon Ivanov         | D        | Russie      | KHL Medveščak Zagreb        | Lokomotiv Iaroslavl                     |
| 113  | Rodion Oultchinski    | D        | Russie      | Neftekhimik Nijnekamsk      | Neftekhimik Nijnekamsk                  |
| 114  | Roberts Blugers       | A        | Lettonie    | Dinamo Riga                 | Shattuck St Mary's                      |
| 115  | Jesper Lindgren       | C        | Suède       | HK Vitiaz                   | MODO Hockey                             |
| 116  | Adam Thilander        | D        | Suède       | SKA Saint-Pétersbourg       | Skellefteå AIK                          |
| 117  | Sergueï Tchebotov     | A        | Russie      | Avtomobilist Iekaterinbourg | Metchel Tcheliabinsk                    |
| 118  | Kirill Tcherniavski   | A        | Russie      | Severstal Tcherepovets      | HK Dinamo Moscou                        |
| 119  | Nikita Tertchny       | G        | Russie      | Traktor Tcheliabinsk        | Traktor Tcheliabinsk                    |
| 120  | Rocco Grimaldi        | G        | États-Unis  | Salavat Ioulaïev Oufa       | Rampage de San Antonio                  |
| 121  | Nick Cousins          | AG       | Canada      | HK Sotchi                   | Phantoms de Lehigh Valley               |
| 122  | Iouri Jolobov         | A        | Russie      | Severstal Tcherepovets      | Avangard Omsk                           |
| 123  | Aleksandr Borisevitş  | A        | Kazakhstan  | Barys Astana                | Iounost Karaganda                       |
| 124  | Julius Bergman        | D        | Suède       | Lokomotiv Iaroslavl         | Knights de London                       |
| 125  | Patrik Bartosak       | AG       | Tchéquie    | HK Dinamo Minsk             | Monarchs de Manchester                  |
| 126  | Marek Ruzicka         | G        | Tchéquie    | Avangard Omsk               | HC Oceláři Třinec                       |
| 127  | Konstantine Doubine   | D        | Russie      | Metallourg Magnitogorsk     | HK Dinamo Moscou                        |
| 128  | Artem Popititch       | D        | Russie      | Metallourg Magnitogorsk     | Lokomotiv Iaroslavl                     |
| 129  | Otto Koivula          | D        | Finlande    | Jokerit Helsinki            | Ilves Tampere                           |
| 130  | Nick Pastujov         | G        | États-Unis  | Ak Bars Kazan               | United States National Development Team |
| 131  | Aleksandr Nikitine    | D        | Russie      | HK Dinamo Moscou            | HK Dinamo Moscou                        |
| 132  | Gustavs Davis Grigals | D        | Lettonie    | Dinamo Riga                 | SK Riga                                 |
| 133  | Robin Kovacs          | A        | Suède       | HK CSKA Moscou              | AIK IF                                  |